# Mesembria (Morze Egejskie)

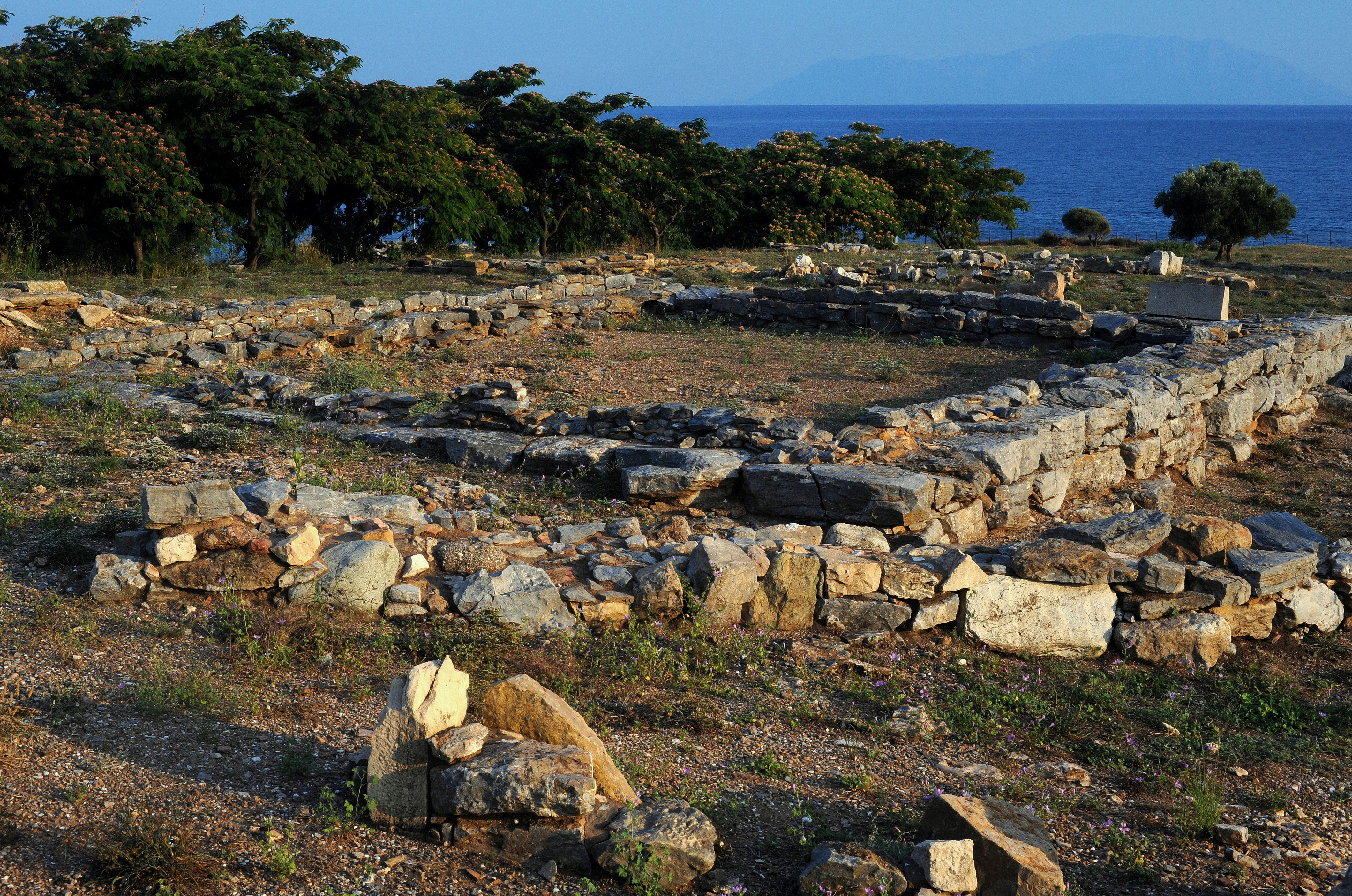
Ruiny świątyni Apolla w Mesembrii

Mesembria (stgr. Μεσαμβρία) – miasto greckie w starożytnej Tracji, położone nad Morzem Egejskim, u ujścia rzeki Lissos.
Na podstawie przekazu Herodota, Mesembria była twierdzą założoną przez Samotrakę. Kserkses I minął Mesembrię podczas swojego podboju Grecji.